# Microprose

Företagets logga

Microprose är ett amerikanskt spelföretag som grundades 1982 av Sid Meier och Bill Stealey. Företaget har gett ut klassiska datorspel som Civilization, Colonization och Sid Meier's Railroad Tycoon.
Microprose togs 1998 över av Hasbro.

## Spel i urval
- Silent Service (1985)
- Gunship (1986)
- Kennedy Approach (1986)
- Pirates! (1987)
- F-19 Stealth Fighter (1987)
- Airborne Ranger (1988)
- Red Storm Rising (1988)
- Sword of the Samurai (1989)
- M1 Tank Platoon (1989)
- F-15 Strike Eagle 2 (1989)
- Covert Action (1990)
- Sid Meier's Railroad Tycoon (1990)
- Civilization (1991)
- Formula One Grand Prix aka World Circuit (1991)
- Challenge of the Five Realms (1992)
- Darklands (1992)
- Elite Plus (1992)
- Rex Nebular and the Cosmic Gender Bender (1992)
- SubWar 2050 (1993)
- Harrier (Jump Jet) (1993)
- BloodNet (1993)
- Master of Magic (1993)
- Master of Orion (1993)
- Return of the Phantom (1993)
- Sid Meier's Railroad Tycoon Deluxe (1993)
- Colonization (1994)
- Dragonsphere (1994)
- Pizza Tycoon (1994)
- X-COM: UFO Defense (1994)
- X-COM: Terror from the Deep (1995)
- Falcon 4.0 (1998)
- Rollercoaster Tycoon (1999)